# Семмі Амеобі
Семмі Амеобі (англ. Sammy Ameobi; нар. 1 травня 1992, Ньюкасл-апон-Тайн) — англійський футболіст, нападник клубу «Мідлсбро» та молодіжної збірної Англії.
Молодший брат іншого гравця «Ньюкасла», Шоли Амеобі.

## Клубна кар'єра
Народився 1 травня 1992 року в місті Ньюкасл-апон-Тайн. Вихованець футбольної школи клубу «Ньюкасл Юнайтед». Дорослу футбольну кар'єру розпочав 2010 року в основній команді того ж клубу, кольори якої захищає й донині.

## Виступи за збірну
З 2011 року залучається до складу молодіжної збірної Англії. На молодіжному рівні зіграв у двох офіційних матчах.